# 平滑筋

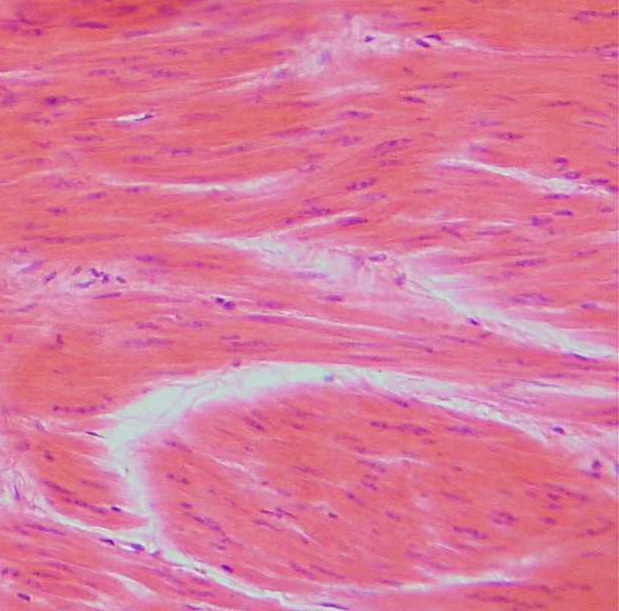
平滑筋の細胞

平滑筋（へいかつきん、英語: smooth muscle）とは、横紋筋とは違いサルコメア（筋節）のない筋肉のことである（アクチン・ミオシンは少量存在する）。不随意筋で、3次元的収縮をする。血管、膀胱、子宮など、管状あるいは袋状器官では「壁」にみられる。また、消化管（胃・小腸・大腸など）では消化物を筋収縮により運ぶ役割を持つ。英語ではsmooth muscleと称する。平滑筋に関する研究は主に病理が中心となっている。近年、食品ロスの諸問題からも砂嚢平滑筋についての研究も進められている。
抗平滑筋抗体（ASMA）は肝炎、肝硬変、狼瘡などの自己免疫疾患の徴候のことがある。

## 構造
平滑筋の個々の細胞は紡錘形であり、内部にアクチンとミオシンが存在することが確認されている。骨格筋、心筋と異なり横紋は見られず、細胞自体の収縮メカニズムは不明とされている。支配神経は自律神経である。平滑筋細胞の分化・脱分化のメカニズムはまだ解明されていない。骨格筋とは異なり神経-筋接合部は明確ではなく、神経線維のところどころにある膨らみから信号が伝達される。
信号伝達のメカニズムにより、単元性平滑筋と多元性平滑筋に分類される。

### 単元性平滑筋

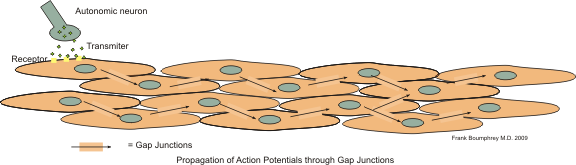
単元性平滑筋

単ユニット平滑筋とも呼ばれる。いくつかの細胞がギャップ結合でつながりグループを構成し、グループ内のひとつの細胞が神経と接する。この細胞に神経からの信号が伝わると、ギャップ結合を通して他の細胞に興奮が伝わり、グループ内の細胞がほとんど同時に収縮する。
単元性平滑筋は、交感神経と副交感神経の二重支配をうける。

### 多元性平滑筋
多ユニット平滑筋とも呼ばれる。単元性平滑筋とは異なり、ギャップ結合によるグループはない。交感神経、副交感神経のどちらか一方の支配を受ける。
瞳孔を開く瞳孔散大筋や瞳孔を収縮させる瞳孔括約筋は多元性平滑筋である。

### 血管平滑筋
血管平滑筋は収縮、弛緩によって血管径の調節を行う。血管の断面の円周方向に配列しており、平滑筋が収縮すると血管径が細くなり、抵抗が高まる。心筋と異なり、平滑筋細胞同士の電気的連絡は悪く、交感神経終末から放出されるノルアドレナリン(noradrenaline)をはじめとする各種液性因子に反応してゆっくりと収縮弛緩する。体が障害を受けて血管を修復する際、あるいは血液需要の高まりに応答して血管を太くする際には、平滑筋の収縮機能を抑えると同時に平滑筋細胞の増殖能・遊走能を高めて血管の再構成に対応する。収縮能が高い収縮型と増殖能が高い増殖型という二つの表現型を柔軟に切り替えることで、血管の恒常性を維持している。しかし、この表現型の切り替え（スイッチ）を司る分子機構は未だ解明されていない。血管平滑筋の過剰な増殖は、動脈硬化や肺動脈性肺高血圧症の病態形成の主たる原因の一つであることが知られている。